# TVZ Wikings Zell am See
Die TVZ Wikings sind die 1998 gegründete Floorball-Sektion des Turnvereins Zell am See aus Österreich. Die Herrenmannschaft nimmt in der Saison 2024/2025 an der Bundesliga teil, die Damen spielen als Spielgemeinschaft mit den Hot Shots Innsbruck in der kombinierten Bundesliga/IFL. 
Mit sechs Meistertiteln bei den Herren und acht Meistertiteln bei den Damen gehören die Wikings zu den erfolgreichsten Floorballteams in Österreich.

## Titel und Erfolge

### Herren
- Meister 2002, 2004, 2005, 2006, 2008, 2011
- Vizemeister 2003, 2007, 2009, 2010, 2012, 2013

### Damen
- Meister 2012, 2013, 2015, 2016, 2018, 2021, 2023, 2024 (ab 2023 als SPG HSI/Wikings)
- Vizemeister 2011, 2014, 2017

### Jugend
- U14w: Meister 2022/23, 2023/24